# Netflix Animation
 (транскр.  Нетфликс анимејшон) је амерички студио за анимацију и подружницу предузећа Netflix. Студио првенствено производи и развија анимирани програм и дугометражне филмове.